# Setsuwa
Il Setsuwa (in cinese 說話S, shuō huàP, in giapponese 説話?, setsu wa) è un genere letterario nato e diffusosi in Asia orientale e caratterizzato dalla commistione di miti, leggende, folklore ed aneddoti.
Il termine Setsuwa significa "storia parlata". Come una delle forme più vaghe e primigenie di letteratura asiatica, si ritiene che sia stata tramandata o presentata sotto forma di narrazioni orali. Infatti le storie di questo genere esistevano già principalmente come racconti popolari o in altre forme non scritte prima di essere registrati in un testo scritto. Tuttavia, alcuni scrittori si chiedono se tutti i racconti setsuwa fossero in origine di tradizione orale, o soltanto una parte. Sebbene non esistano regole formali riguardo a ciò che costituisce il genere come tale, le storie in questo stile hanno in comune la brevità, una trama semplice e articolata in un linguaggio altrettanto facile e diretto, una delineazione dei personaggi attraverso il dialogo e l'azione piuttosto che attraverso la descrizione e l'analisi psicologica; inoltre si riscontrano una predilezione per argomenti divertenti, di formazione, drammatici o meravigliosi.
I setsuwa variano in modo considerevole nell'argomento, ma possono essere divisi in due gruppi principali: quelli generici e quelli buddisti. Quest'ultimi ruotano spesso attorno ai temi della retribuzione o dei miracoli karmici, mentre i primi sono in gran parte di natura laica ed incentrati sulla tradizionale religione e spiritualità giapponese come lo shintoismo.
Molte antologie di setsuwa furono compilate durante i periodi Heian e Kamakura (VII-XII secolo, XII -XIV secolo) spesso da monaci buddisti, ma la paternità di molti di questi lavori è ancora sconosciuta o fortemente dibattuta.
Certi setsuwa possono essere trovati anche integrati in altre pubblicazioni o collezioni, come ad esempio Kojiki (712) nella quale sono stati individuati i racconti più antichi. La Nihon Ryōiki (822 circa) è invece la più vecchia collazione di setsuwa finora rinvenuta.
Il setsuwa durò fino all'inizio del XIV secolo quando fu sostituito dall'altro genere otogizōshi.

## Esempi notevoli
Il Nihon Ryōiki, titolo completo Nihonkoku Genpō Zen'aku Ryōiki (Una cronaca di meravigliosi racconti del Bene e del Male in Giappone), è la più antica raccolta di storie di setsuwa incentrate interamente su temi. Compilata all'inizio del IX secolo (periodo Heian) dal monaco Kyōkai, contiene 116 storie ripartite in tre volumi e nove poesie, ognuna delle quali ha origine sia da fonti più antiche che da altre contemporanee alla collezione ed è spesso incentrata sul concetto di retribuzione karmica. Tuttavia nessuna di queste ci è giunta completa.
Konjaku Monogatarishū (Antologia di racconti dal passato) è una grande raccolta di autori incerti e contestati (molti storici suggeriscono che anche questa possa essere opera di un monaco buddista) comprendente racconti nello stile setsuwa. Viene fatta risalire al tardo periodo Heian, anche se la data esatta di completamento è sconosciuta. La collazione consta di oltre un migliaio di racconti, che traggono il loro contenuto in gran parte dal folklore - sia buddista che secolare - dell'India, della Cina e del Giappone. Relativamente pochi sono i riferimenti allo shintoismo e ad altre spiritualità giapponesi non buddhiste. I racconti non sono di grande lunghezza, rispettando lo stile dei setsuwa e le sue basi nella tradizione orale e sono molto spesso incentrati su personaggi e avvenimenti di molte origini, tra cui monaci, contadini e nobiltà.